# Serie B1 (pallavolo femminile)
La Serie B1 rappresenta la terza categoria della pallavolo femminile italiana.

## Regolamento
È un campionato nazionale al quale prendono parte 56 squadre, suddivise secondo criteri di vicinanza geografica in quattro gironi da quattordici squadre ciascuno.
Allo stesso modo dei campionati di Serie A, la Serie B1 si articola in due fasi:
- la Regular Season, basata sulla formula del girone all'italiana con gare d'andata e ritorno, che determina le quattro squadre (le prime classificate di ogni girone) promosse direttamente in Serie A2, le altre quattro formazioni ammesse alla fase successiva e le dodici squadre (tre per ogni girone) retrocesse in Serie B2;
- i play-off promozione, che determinano il nome della quinta squadra promossa in Serie A2.